# Zdeněk Konečný (1936)
Zdeněk "Mustafa" Konečný (* 13. srpna 1936) je bývalý československý basketbalista. Je zařazen na čestné listině zasloužilých mistrů sportu.
V československé basketbalové lize hrál 14 sezón (1955-1972). S týmem Zbrojovka/Spartak ZJŠ Brno byl pětkrát mistrem a čtyřikrát vicemistrem Československa. V historické střelecké tabulce 1. basketbalové ligy Československa (od sezóny 1962/63 do 1992/93) je na 135. místě s počtem 2122 bodů.
S týmem se zúčastnil čtyř ročníků Poháru evropských mistrů v basketbale, v sezóně 1958/59 hráli osmifinále, v sezóně 1962/63 se probojovali mezi čtyři nejlepší týmy, v semifinále byli vyřazeni španělským Real Madrid. V další sezóně 1963-64 skončili druzí, když ve finále prohráli s Real Madrid (110-99, 64-84) a sezóně 1964-65 byli vyřazeni ve čtvrtfinále rozdílem jednoho bodu ve skóre od italského Ignis Varese. V Poháru vítězů pohárů 1966-67 prohráli v semifinále s Ignis Varese (83-84, 53-58).
S reprezentačním družstvem Československa se zúčastnil Olympijských her 1960 (5. místo) a dvou Mistrovství Evropy – 1961 v Bělehradě (5. místo) a 1963 ve Wroclawi, Polsko (10. místo). Za Československo v letech 1958 až 1963 hrál celkem 84 zápasů.  
V roce 2006 byl uveden do Síně slávy města Brna.

## Sportovní kariéra

### Hráč klubů
- 1955-1967 Spartak ZJŠ Brno, 5x mistr (1958, 1962, 1963, 1964, 1967), 4x vicemistr (1957, 1960, 1965, 1966), 2x 4. místo (1956, 1959), 5. místo (1961)
- 1967-1970 WSG Radenthein, Rakousko
- 1970-1971 NHKG Ostrava, 3. místo (1970)
- 1971-1972 Slavia Košice VŠT, 12. místo (1972)
- Československá basketbalová liga celkem 14 sezón a 10 medailových umístění: 5× mistr Československa, 4× vicemistr, 1x 3. místo
- Pohár evropských mistrů – Zbrojovka Brno: 1958-59 (osmifinále), 1962-63 (semifinále, vyřazeni od Real Madrid 79-60 / 67-90, rozdíl 4 body), 1963-64 (finále, 2. místo, prohra s Real Madrid 110-99 / 64-84), 1964-65 (čtvrtfinále, prohra s Ignis Varese 72-67 / 84-90, rozdíl 1 bod)
- Pohár vítězů pohárů (PVP): Zbrojovka Brno: 1966-67 (semifinále, vyřazeni od Ignis Varese 83-84 / 53-58)

### Československo
- za reprezentační družstvo Československa hrál v letech 1958-1963 celkem 84 zápasů, z toho na OH včetně kvalifikace a ME 139 bodů v 27 zápasech
- Předolympijská kvalifikace – 1960 Itálie (20 bodů, 4 zápasy) 1. místo a postup na OH
- Olympijské hry Řím 1960 (64 bodů, 8 zápasů) 5. místo
- Mistrovství Evropy – 1961 Bělehrad (29 bodů /8 zápasů) 5. místo, 1963 Wroclaw (26 /7) 10. místo, celkem na ME 55 bodů /15 zápasů